# Daniel Pudil
Daniel Pudil (Praga, 27 settembre 1985) è un calciatore ceco, difensore dell'Hallam.

## Carriera

### Club
Pudil ha iniziato a giocare nel 2003 con il Chmel Blšany, con cui ha disputato 11 partite e realizzato 3 gol.
Nel 2004 si è trasferito allo Slovan Liberec, dove nella prima stagione ha giocato solo 12 incontri ma ha guadagnato il posto di titolare nella stagione seguente, in cui ha vinto il campionato ceco.
Nel 2007 è passato in prestito allo Slavia Praga con cui ha vinto un altro campionato, ma a fine stagione non è stato riscattato ed è tornato allo Slovan Liberec che l'ha ceduto al Genk, nonostante avesse già effettuato le visite mediche per la Reggina. Con la squadra belga ha vinto la Coppa del Belgio nel 2009 e il campionato nazionale l'anno seguente.
Il 10 gennaio 2012 è stato acquistato dagli spagnoli del Granada, che una settimana più tardi l'hanno girato in prestito in Italia al Cesena. Ha debuttato nel campionato italiano il 1º febbraio successivo nella trasferta contro il Napoli (0-0), giocando titolare. Due settimane più tardi, il 19 febbraio, ha segnato la prima rete con la maglia del Cesena contro il Milan, realizzando il gol del definitivo 1-3.
Il 30 luglio 2012 è stato ufficializzato il suo trasferimento, in prestito, al Watford. Al termine della stagione è stato acquistato a titolo definitivo dalla squadra inglese, con cui ha firmato un contratto quadriennale.
Il 29 agosto 2015 viene ceduto in prestito fino al termine della stagione allo Sheffield Wednesday. Dopo 42 presenze e 2 goal stagionali, il 28 luglio 2016 lo Sheffield Wednesday ufficializza l'acquisto del terzino.

### Nazionale
Pudil ha disputato 16 partite con la Nazionale ceca Under-21, con cui ha partecipato all'Europeo di categoria del 2007
Ha esordito nella Nazionale ceca il 7 febbraio 2007 in amichevole contro il Belgio (2-0) e ha realizzato la prima rete con la Repubblica Ceca il 21 novembre 2008 contro Cipro (2-0), partita valida per le qualificazioni agli Europei 2008.
Inizialmente convocato per gli Europei 2008, prima della presentazione ufficiale delle liste è stato sostituito da Skácel a causa di una frattura alla mano occorsagli nell'ultima partita di campionato.
Viene convocato per gli Europei 2016 in Francia.

## Statistiche

### Presenze e reti nei club
Statistiche aggiornate al 30 giugno 2017.
| Stagione              | Squadra               | Campionato            | Campionato | Campionato | Coppe nazionali | Coppe nazionali | Coppe nazionali | Coppe continentali | Coppe continentali | Coppe continentali | Altre coppe | Altre coppe | Altre coppe | Totale | Totale |
| Stagione              | Squadra               | Comp                  | Pres       | Reti       | Comp            | Pres            | Reti            | Comp               | Pres               | Reti               | Comp        | Pres        | Reti        | Pres   | Reti   |
| --------------------- | --------------------- | --------------------- | ---------- | ---------- | --------------- | --------------- | --------------- | ------------------ | ------------------ | ------------------ | ----------- | ----------- | ----------- | ------ | ------ |
| 2008-2009             | Genk                  | D1                    | 29         | 4          | CB              | 7               | 0               | -                  | -                  | -                  | -           | -           | -           | 36     | 4      |
| 2009-2010             | Genk                  | D1                    | 28+9       | 0          | CB              | 2               | 0               | UEL                | 2                  | 0                  | SB          | 1           | 0           | 42     | 0      |
| 2010-2011             | Genk                  | D1                    | 29+8       | 0          | CB              | 1               | 0               | UEL                | 2                  | 0                  | -           | -           | -           | 40     | 0      |
| 2011-gen. 2012        | Genk                  | D1                    | 18         | 0          | CB              | 2               | 0               | UCL                | 9                  | 0                  | SB          | 1           | 0           | 30     | 0      |
| Totale Genk           | Totale Genk           | Totale Genk           | 104+17     | 4          |                 | 12              | 0               |                    | 13                 | 0                  |             | 2           | 0           | 148    | 4      |
| gen.-giu. 2012        | Cesena                | A                     | 7          | 1          | CI              | -               | -               | -                  | -                  | -                  | -           | -           | -           | 7      | 1      |
| 2012-2013             | Watford               | FLC                   | 37+2       | 1          | FACup+CdL       | 1+0             | 0               | -                  | -                  | -                  | -           | -           | -           | 40     | 1      |
| 2013-2014             | Watford               | FLC                   | 37         | 2          | FACup+CdL       | 2+3             | 0               | -                  | -                  | -                  | -           | -           | -           | 42     | 2      |
| 2014-2015             | Watford               | FLC                   | 23         | 0          | FACup+CdL       | 1+2             | 0               | -                  | -                  | -                  | -           | -           | -           | 26     | 0      |
| Totale Watford        | Totale Watford        | Totale Watford        | 97+2       | 3          |                 | 9               | 0               |                    | -                  | -                  |             | -           | -           | 108    | 3      |
| 2015-2016             | Sheffield Weds        | FLC                   | 36+3       | 2          | FACup+CdL       | 1+2             | 0               | -                  | -                  | -                  | -           | -           | -           | 42     | 2      |
| 2016-2017             | Sheffield Weds        | FLC                   | 26+2       | 2          | FACup+CdL       | 1+0             | 0               | -                  | -                  | -                  | -           | -           | -           | 29     | 2      |
| Totale Sheffield Weds | Totale Sheffield Weds | Totale Sheffield Weds | 62+5       | 4          |                 | 4               | 0               |                    | -                  | -                  |             | -           | -           | 71     | 4      |
| Totale carriera       | Totale carriera       | Totale carriera       | 294        | 12         |                 | 25              | 0               |                    | 13                 | 0                  |             | 2           | 0           | 334    | 12     |

### Cronologia presenze e reti in nazionale
| Cronologia completa delle presenze e delle reti in nazionale ― Rep. Ceca | Cronologia completa delle presenze e delle reti in nazionale ― Rep. Ceca | Cronologia completa delle presenze e delle reti in nazionale ― Rep. Ceca | Cronologia completa delle presenze e delle reti in nazionale ― Rep. Ceca | Cronologia completa delle presenze e delle reti in nazionale ― Rep. Ceca | Cronologia completa delle presenze e delle reti in nazionale ― Rep. Ceca | Cronologia completa delle presenze e delle reti in nazionale ― Rep. Ceca | Cronologia completa delle presenze e delle reti in nazionale ― Rep. Ceca |
| Data                                                                     | Città                                                                    | In casa                                                                  | Risultato                                                                | Ospiti                                                                   | Competizione                                                             | Reti                                                                     | Note                                                                     |
| ------------------------------------------------------------------------ | ------------------------------------------------------------------------ | ------------------------------------------------------------------------ | ------------------------------------------------------------------------ | ------------------------------------------------------------------------ | ------------------------------------------------------------------------ | ------------------------------------------------------------------------ | ------------------------------------------------------------------------ |
| 7-2-2007                                                                 | Bruxelles                                                                | Belgio                                                                   | 0 – 2                                                                    | Rep. Ceca                                                                | Amichevole                                                               | -                                                                        | 46’                                                                      |
| 17-10-2007                                                               | Monaco di Baviera                                                        | Germania                                                                 | 0 – 3                                                                    | Rep. Ceca                                                                | Qual. Euro 2008                                                          | -                                                                        | 73’                                                                      |
| 21-11-2007                                                               | Nicosia                                                                  | Cipro                                                                    | 0 – 2                                                                    | Rep. Ceca                                                                | Qual. Euro 2008                                                          | 1                                                                        |                                                                          |
| 5-2-2008                                                                 | Strovolos                                                                | Grecia                                                                   | 1 – 0                                                                    | Rep. Ceca                                                                | Amichevole                                                               | -                                                                        |                                                                          |
| 5-6-2009                                                                 | Jablonec nad Nisou                                                       | Rep. Ceca                                                                | 1 – 0                                                                    | Malta                                                                    | Amichevole                                                               | -                                                                        | 46’                                                                      |
| 12-8-2009                                                                | Teplice                                                                  | Rep. Ceca                                                                | 3 – 1                                                                    | Belgio                                                                   | Amichevole                                                               | -                                                                        | 46’ 82’                                                                  |
| 5-9-2009                                                                 | Bratislava                                                               | Slovacchia                                                               | 2 – 2                                                                    | Rep. Ceca                                                                | Qual. Mondiali 2010                                                      | 1                                                                        |                                                                          |
| 9-9-2009                                                                 | Uherské Hradiště                                                         | Rep. Ceca                                                                | 7 – 0                                                                    | San Marino                                                               | Qual. Mondiali 2010                                                      | -                                                                        | 46’ 49’                                                                  |
| 10-10-2009                                                               | Praga                                                                    | Rep. Ceca                                                                | 2 – 0                                                                    | Polonia                                                                  | Qual. Mondiali 2010                                                      | -                                                                        | 86’                                                                      |
| 15-11-2009                                                               | Al Ain                                                                   | Emirati Arabi Uniti                                                      | 0 – 0 dts (3 – 2 dtr)                                                    | Rep. Ceca                                                                | Amichevole                                                               | -                                                                        |                                                                          |
| 18-11-2009                                                               | Al Ain                                                                   | Azerbaigian                                                              | 2 – 0                                                                    | Rep. Ceca                                                                | Amichevole                                                               | -                                                                        | 46’                                                                      |
| 3-3-2010                                                                 | Glasgow                                                                  | Scozia                                                                   | 1 – 0                                                                    | Rep. Ceca                                                                | Amichevole                                                               | -                                                                        | 86’                                                                      |
| 22-5-2010                                                                | Harrison                                                                 | Turchia                                                                  | 2 – 1                                                                    | Rep. Ceca                                                                | Amichevole                                                               | -                                                                        |                                                                          |
| 25-5-2010                                                                | East Hartford                                                            | Stati Uniti                                                              | 2 – 4                                                                    | Rep. Ceca                                                                | Amichevole                                                               | -                                                                        |                                                                          |
| 11-8-2010                                                                | Liberec                                                                  | Rep. Ceca                                                                | 4 – 1                                                                    | Lettonia                                                                 | Amichevole                                                               | -                                                                        | 25’ 46’                                                                  |
| 7-9-2010                                                                 | Olomouc                                                                  | Rep. Ceca                                                                | 0 – 1                                                                    | Lituania                                                                 | Qual. Euro 2012                                                          | -                                                                        | 84’                                                                      |
| 17-11-2010                                                               | Aarhus                                                                   | Danimarca                                                                | 0 – 0                                                                    | Rep. Ceca                                                                | Amichevole                                                               | -                                                                        | 85’                                                                      |
| 9-2-2011                                                                 | Pola                                                                     | Croazia                                                                  | 4 – 2                                                                    | Rep. Ceca                                                                | Amichevole                                                               | -                                                                        | 68’                                                                      |
| 25-3-2011                                                                | Granada                                                                  | Spagna                                                                   | 2 – 1                                                                    | Rep. Ceca                                                                | Qual. Euro 2012                                                          | -                                                                        | 78’                                                                      |
| 6-9-2011                                                                 | Praga                                                                    | Rep. Ceca                                                                | 4 – 0                                                                    | Ucraina                                                                  | Amichevole                                                               | -                                                                        |                                                                          |
| 7-10-2011                                                                | Praga                                                                    | Rep. Ceca                                                                | 0 – 2                                                                    | Spagna                                                                   | Qual. Euro 2012                                                          | -                                                                        |                                                                          |
| 11-10-2011                                                               | Kaunas                                                                   | Lituania                                                                 | 1 – 4                                                                    | Rep. Ceca                                                                | Qual. Euro 2012                                                          | -                                                                        | 70’                                                                      |
| 11-11-2011                                                               | Praga                                                                    | Rep. Ceca                                                                | 2 – 0                                                                    | Montenegro                                                               | Qual. Euro 2012                                                          | -                                                                        |                                                                          |
| 26-5-2012                                                                | Hartberg                                                                 | Rep. Ceca                                                                | 2 – 1                                                                    | Israele                                                                  | Amichevole                                                               | -                                                                        | 78’                                                                      |
| 5-3-2014                                                                 | Praga                                                                    | Rep. Ceca                                                                | 2 – 2                                                                    | Norvegia                                                                 | Amichevole                                                               | -                                                                        | 62’                                                                      |
| 21-5-2014                                                                | Helsinki                                                                 | Finlandia                                                                | 2 – 2                                                                    | Rep. Ceca                                                                | Amichevole                                                               | -                                                                        | 66’                                                                      |
| 3-9-2014                                                                 | Praga                                                                    | Rep. Ceca                                                                | 0 – 1                                                                    | Stati Uniti                                                              | Amichevole                                                               | -                                                                        | 69’                                                                      |
| 16-11-2014                                                               | Plzeň                                                                    | Rep. Ceca                                                                | 2 – 1                                                                    | Islanda                                                                  | Qual. Euro 2016                                                          | -                                                                        |                                                                          |
| 13-11-2015                                                               | Ostrava                                                                  | Rep. Ceca                                                                | 4 – 1                                                                    | Serbia                                                                   | Amichevole                                                               | -                                                                        |                                                                          |
| 17-11-2015                                                               | Breslavia                                                                | Polonia                                                                  | 3 – 1                                                                    | Rep. Ceca                                                                | Amichevole                                                               | -                                                                        | 76’                                                                      |
| 24-3-2016                                                                | Praga                                                                    | Rep. Ceca                                                                | 0 – 1                                                                    | Scozia                                                                   | Amichevole                                                               | -                                                                        | 78’                                                                      |
| 29-3-2016                                                                | Stoccolma                                                                | Svezia                                                                   | 1 – 1                                                                    | Rep. Ceca                                                                | Amichevole                                                               | -                                                                        |                                                                          |
| 5-6-2016                                                                 | Praga                                                                    | Rep. Ceca                                                                | 1 – 2                                                                    | Corea del Sud                                                            | Amichevole                                                               | -                                                                        | 71’                                                                      |
| 21-6-2016                                                                | Lens                                                                     | Rep. Ceca                                                                | 0 – 2                                                                    | Turchia                                                                  | Euro 2016 - 1º turno                                                     | -                                                                        |                                                                          |
| 31-8-2016                                                                | Mladá Boleslav                                                           | Rep. Ceca                                                                | 3 – 0                                                                    | Armenia                                                                  | Amichevole                                                               | -                                                                        | 46’                                                                      |
| 15-11-2016                                                               | Mladá Boleslav                                                           | Rep. Ceca                                                                | 1 – 1                                                                    | Danimarca                                                                | Amichevole                                                               | -                                                                        |                                                                          |
| Totale                                                                   |                                                                          | Presenze                                                                 | 36                                                                       |                                                                          | Reti                                                                     | 2                                                                        |                                                                          |

## Palmarès

### Club

#### Competizioni nazionali
- Campionato ceco: 2

Slovan Liberec: 2005-2006
Slavia Praga: 2007-2008
- Coppa del Belgio: 1

Genk: 2008-2009
- Campionato belga: 1

Genk: 2010-2011